# Bahnstrecke Luzern–Immensee
| Bahnhof Luzern Verkehrshaus |                                                           |                                 |                                 |
| Streckennummer (BAV): | 500 (Luzern–Gütsch (Abzw.)) 570 (Gütsch (Abzw.)–Immensee) |                                 |                                 |
| Fahrplanfeld: | 600                                                       |                                 |                                 |
| Streckenlänge: | 19,2 km                                                   |                                 |                                 |
| Spurweite: | 1435 mm (Normalspur)                                      |                                 |                                 |
| Stromsystem: | 15 kV 16,7 Hz ~                                           |                                 |                                 |
| Maximale Neigung: | 11 ‰                                                      |                                 |                                 |
| |                                                           |                                 |                                 |
| \| \| 0,0 \| Luzern \| 436 m ü. M. \| \| \| \| KLB nach Kriens \| \| \| \| \| Schönheim 199 m \| \| \| \| 1,7 \| Heimbach \| 438 m ü. M. \| \| \| \| Gütsch 326 m \| \| \| \| 2,2 \| Gütsch nach Bern, nach Olten, \| Gütsch nach Bern, nach Olten, \| \| \| \| nach Rotkreuz und nach Lenzburg \| \| \| \| \| Reuss Geissmatt 130 m \| \| \| \| \| Musegg (Stadttunnel) 2107 m \| \| \| \| \| Zufahrt des Verkehrshauses \| \| \| \| 6,1 \| Würzenbach \| 441 m ü. M. \| \| \| \| Luzern Verkehrshaus Ausweiche \| \| \| \| \| Schiltenneune 166 m \| \| \| \| \| Seeburg 113 m \| \| \| \| \| Lerchenbühl 560 m \| \| \| \| \| Meggen Zentrum \| \| \| \| 10,7 \| Meggen \| 472 m ü. M. \| \| \| \| Letten 37 m \| \| \| \| 13,6 \| Merlischachen \| Merlischachen \| \| \| 16,2 \| Küssnacht am Rigi \| 457 m ü. M. \| \| \| \| Schwarzenbach 124 m \| \| \| \| \| Strecke von Rotkreuz \| \| \| \| 19,2 \| Immensee \| 460 m ü. M. \| \| \| \| Strecke nach Arth-Goldau \| \| |                                                           |                                 |                                 |
| Kopfbahnhof Streckenanfang | 0,0                                                       | Luzern                          | 436 m ü. M.                     |
| Abzweig geradeaus und nach links |                                                           | KLB nach Kriens                 | KLB nach Kriens                 |
| Tunnel |                                                           | Schönheim 199 m                 | Schönheim 199 m                 |
| Blockstelle | 1,7                                                       | Heimbach                        | 438 m ü. M.                     |
| Tunnel |                                                           | Gütsch 326 m                    | Gütsch 326 m                    |
| Blockstelle | 2,2                                                       | Gütsch nach Bern, nach Olten,   | Gütsch nach Bern, nach Olten,   |
| Abzweig geradeaus und nach links |                                                           | nach Rotkreuz und nach Lenzburg | nach Rotkreuz und nach Lenzburg |
| Brücke über Wasserlauf |                                                           | Reuss Geissmatt 130 m           | Reuss Geissmatt 130 m           |
| Tunnel |                                                           | Musegg (Stadttunnel) 2107 m     | Musegg (Stadttunnel) 2107 m     |
| Abzweig geradeaus und nach rechts |                                                           | Zufahrt des Verkehrshauses      | Zufahrt des Verkehrshauses      |
| Dienststation / Betriebs- oder Güterbahnhof | 6,1                                                       | Würzenbach                      | 441 m ü. M.                     |
| Bahnhof |                                                           | Luzern Verkehrshaus Ausweiche   | Luzern Verkehrshaus Ausweiche   |
| Tunnel |                                                           | Schiltenneune 166 m             | Schiltenneune 166 m             |
| Tunnel |                                                           | Seeburg 113 m                   | Seeburg 113 m                   |
| Tunnel |                                                           | Lerchenbühl 560 m               | Lerchenbühl 560 m               |
| Haltepunkt / Haltestelle |                                                           | Meggen Zentrum                  | Meggen Zentrum                  |
| Bahnhof | 10,7                                                      | Meggen                          | 472 m ü. M.                     |
| Tunnel |                                                           | Letten 37 m                     | Letten 37 m                     |
| Haltepunkt / Haltestelle | 13,6                                                      | Merlischachen                   | Merlischachen                   |
| Bahnhof | 16,2                                                      | Küssnacht am Rigi               | 457 m ü. M.                     |
| Tunnel |                                                           | Schwarzenbach 124 m             | Schwarzenbach 124 m             |
| Abzweig geradeaus und von links |                                                           | Strecke von Rotkreuz            | Strecke von Rotkreuz            |
| Bahnhof | 19,2                                                      | Immensee                        | 460 m ü. M.                     |
| Strecke |                                                           | Strecke nach Arth-Goldau        | Strecke nach Arth-Goldau        |

Die Bahnstrecke Luzern–Immensee verbindet Luzern mit Immensee, dem Ausgangspunkt der Gotthardbahn (GB). Sie wurde von der GB erbaut und am 1. Juni 1897 als Luzerner Gotthardbahn-Zubringer eröffnet. Mit Verstaatlichung der Gotthardbahn wechselte die Strecke per 1. Mai 1909 ins Eigentum der Schweizerischen Bundesbahnen (SBB).

## Streckenbeschreibung
Die Bahnstrecke hat samt den Endbahnhöfen sieben Bahnhöfe und Haltestellen in den Gemeinden Luzern und Meggen sowie im Bezirk Küssnacht. Die Strecke ist einspurig; Kreuzungsmöglichkeiten gibt es nur in den Bahnhöfen Küssnacht am Rigi, Meggen und Luzern Verkehrshaus (bis 2007 Dienststation Würzenbach), die infolge des Halbstundentaktes auf der Strecke auch ausgenutzt werden.
1994 drohte die Stilllegung der Strecke zwischen Luzern und Immensee, der Verkehr sollte auf Busse umgestellt werden.
1997 wurde die Strecke total gesperrt, um diverse Sanierungen vorzunehmen, so wurde unter anderem in Küssnacht ein neuer Bahnhof gebaut. Seither verkehren die Gotthard-Fernverkehrszüge nach Luzern via Rotkreuz, die Strecke via Küssnacht bleibt dem Regionalverkehr und den Fernzügen nach Romanshorn vorbehalten.
Im Rahmen der S-Bahn Luzern wurde 2006 die Haltestelle Meggen Zentrum eröffnet; im Bereich der Dienststation Würzenbach wurde der Bahnhof Luzern Verkehrshaus erstellt und 2007 eröffnet. Luzern Verkehrshaus wurde überall als Haltestelle angekündigt, ist aus betrieblicher Sicht jedoch ein Bahnhof, da sich auf dem Bahnhofsgebiet Weichen befinden, um eine Ausweiche zu ermöglichen.
Seit März 2011 wird der Bahnhof Küssnacht abermals umgebaut. Statt der bisherigen niveaugleichen Querung der Gleise durch Füssgänger wird ein Mittelbahnsteig samt Unterführung erstellt. Dies ist ein Teil des Umbauprojektes des Bahnhofs zu einem regionalen Verkehrsknoten.

## Unfall im Gütschtunnel
Am 13. Dezember 1932 stiess der Regionalzug Luzern–Arth-Goldau mit dem internationalen Schnellzug Stuttgart–Zürich–Luzern im Gütschtunnel zusammen. Dabei wurden sechs Menschen getötet und über zehn verletzt. Dieser Unfall bewirkte die schweizweite Einführung der Zugsicherung Integra-Signum.

## Verkehrsangebot
Die Bahnstrecke wird jeweils stündlich von folgenden Linien befahren:
S 3 Luzern – Brunnen (S-Bahn Luzern)
 St. Gallen ‒ Herisau ‒ Wattwil ‒ Rapperswil ‒ Pfäffikon SZ ‒ Arth-Goldau ‒ Küssnacht am Rigi ‒ Luzern  FS  Voralpen-Express
Letzterer hält in Luzern Verkehrshaus, Meggen Zentrum und Küssnacht, die S-Bahn an allen Haltestellen. Die beiden Zugläufe ergeben in etwa einen Halbstundentakt. In Tagesrandlage und in den morgendlichen Stosszeiten verkehren die Voralpen-Express-Züge von St. Gallen her nur bis Rapperswil oder Arth-Goldau. In dieser Zeit verkehrt die S3 halbstündlich zwischen Luzern und Arth-Goldau, ab 22.00 Uhr nur zwischen Luzern und Küssnacht am Rigi, wobei ein Zug pro Stunde in der Verkehrslage des Voralpen-Express verkehrt und auch nur in Luzern Verkehrshaus, Meggen Zentrum und Küssnacht hält.